# Luzulaspis bisetosa
Luzulaspis bisetosa är en insektsart som beskrevs av Borchsenius 1952. Luzulaspis bisetosa ingår i släktet Luzulaspis och familjen skålsköldlöss. Inga underarter finns listade i Catalogue of Life.